# Вулиця В. Винниченка (Вінниця)
Ву́лиця Володи́мира Винниче́нка — вулиця у місті Вінниця Вінницької області.

## Опис
Протяжність вулиці — 900 м.

## Розміщення
Вулиця Винниченка розміщена у районі замостя. Починається від тупика в одному з житлових кварталів Стрілецька, закінчується Площею Перемоги. Вулицю Винниченка перетинає вулиця Академіка Янгеля, а також примикають вулиця Стеценка, Вулиця Острозького та Вулиця Петра Запорожця

## Історія
В радянські часи вулиця називалася вулицею Горького. 

## Інфраструктура
На вулиці розташовані школа №8, центральний міський стадіон, Вінницький районний суд,  Центр реабілітації «Гармонія» та громадська організація Гармонія